# Pinus torreyana
Pinus torreyana är en tallväxtart som beskrevs av Charles Christopher Parry och Élie Abel Carrière. Pinus torreyana ingår i släktet tallar, och familjen tallväxter. Den förekommer endast inom två små områden i Kalifornien (4500 exemplar).
Denna tall förekommer endemisk med två populationer i Kalifornien i USA. Den första finns vid San Diego och den andra på ön Santa Barbara. Arten växer i låglandet och i kulliga regioner upp till 180 meter över havet. Exemplaren finns ofta nära havet och upptar fuktighet från dimman som finns där. Pinus torreyana ingår i buskskogar och i skogar med arter av eksläktet och med Arbutus menziesii.
Enligt uppskattningar finns omkring 3500 vuxna exemplar på 320 hektar i de nämnda populationerna. Beståndet är känslig för parasiter, sjukdomar och bränder. IUCN kategoriserar arten globalt som akut hotad.

## Underarter
Arten delas in i följande underarter:
- P. t. insularis
- P. t. torreyana

## Bildgalleri

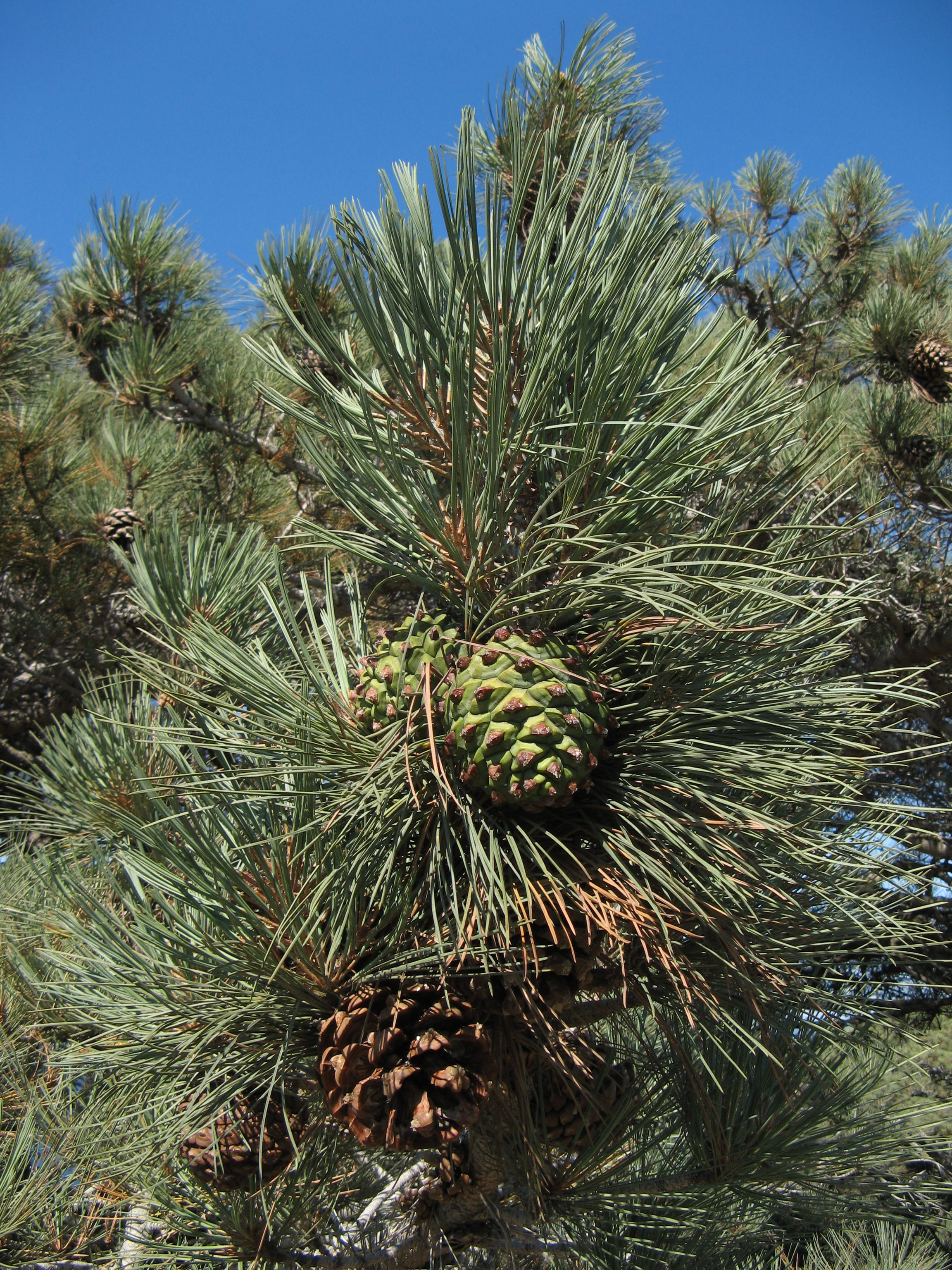
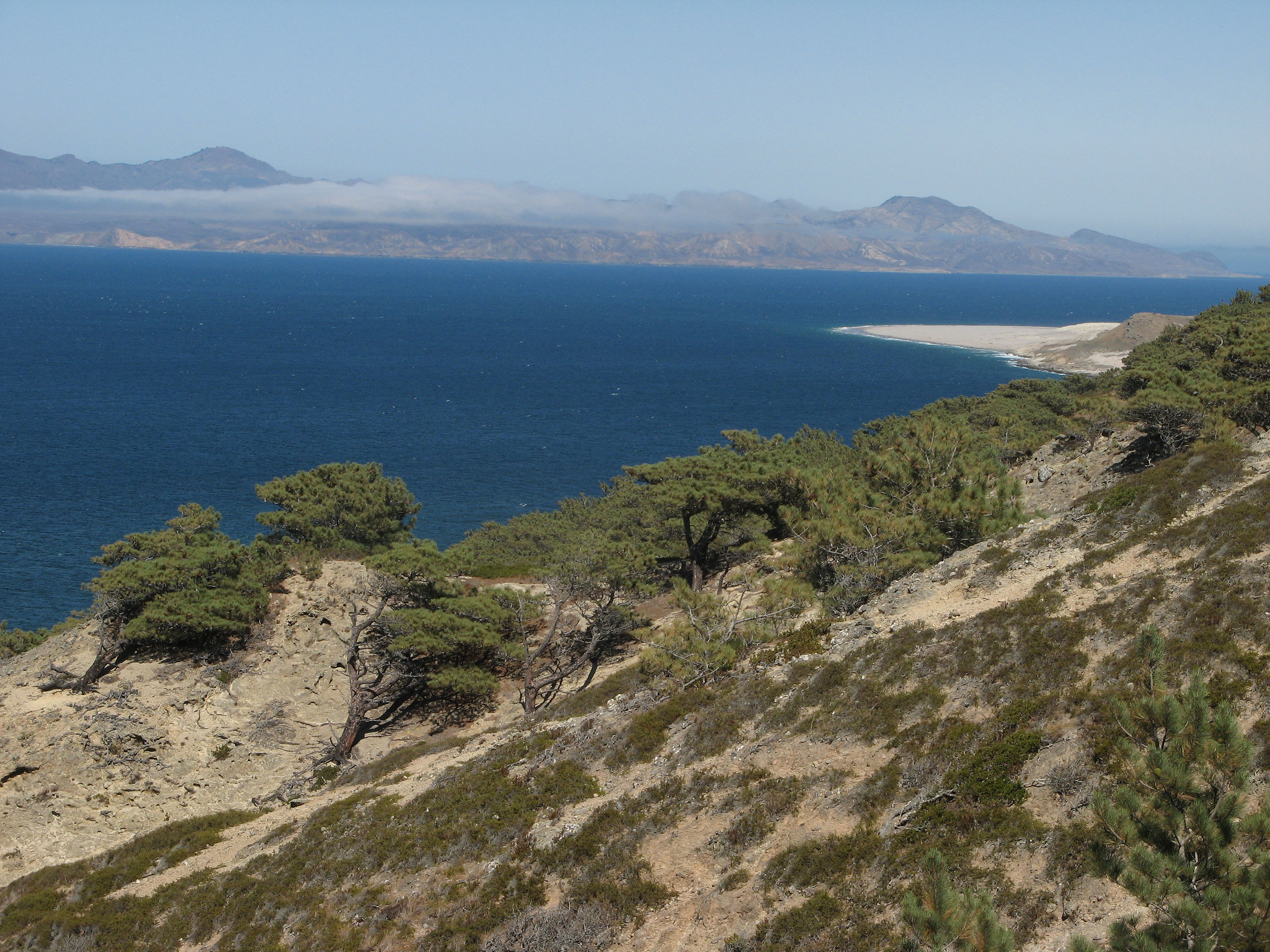
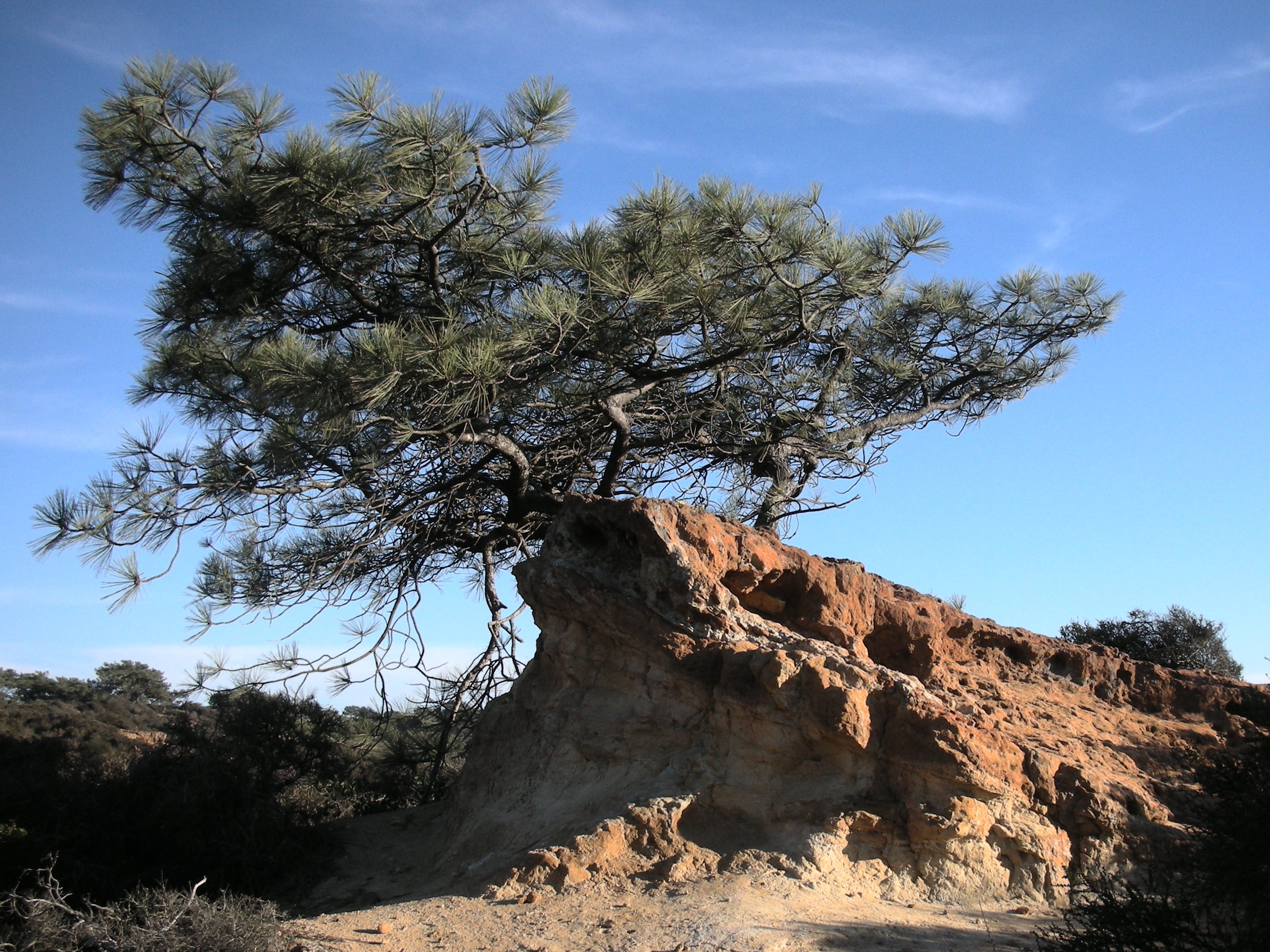
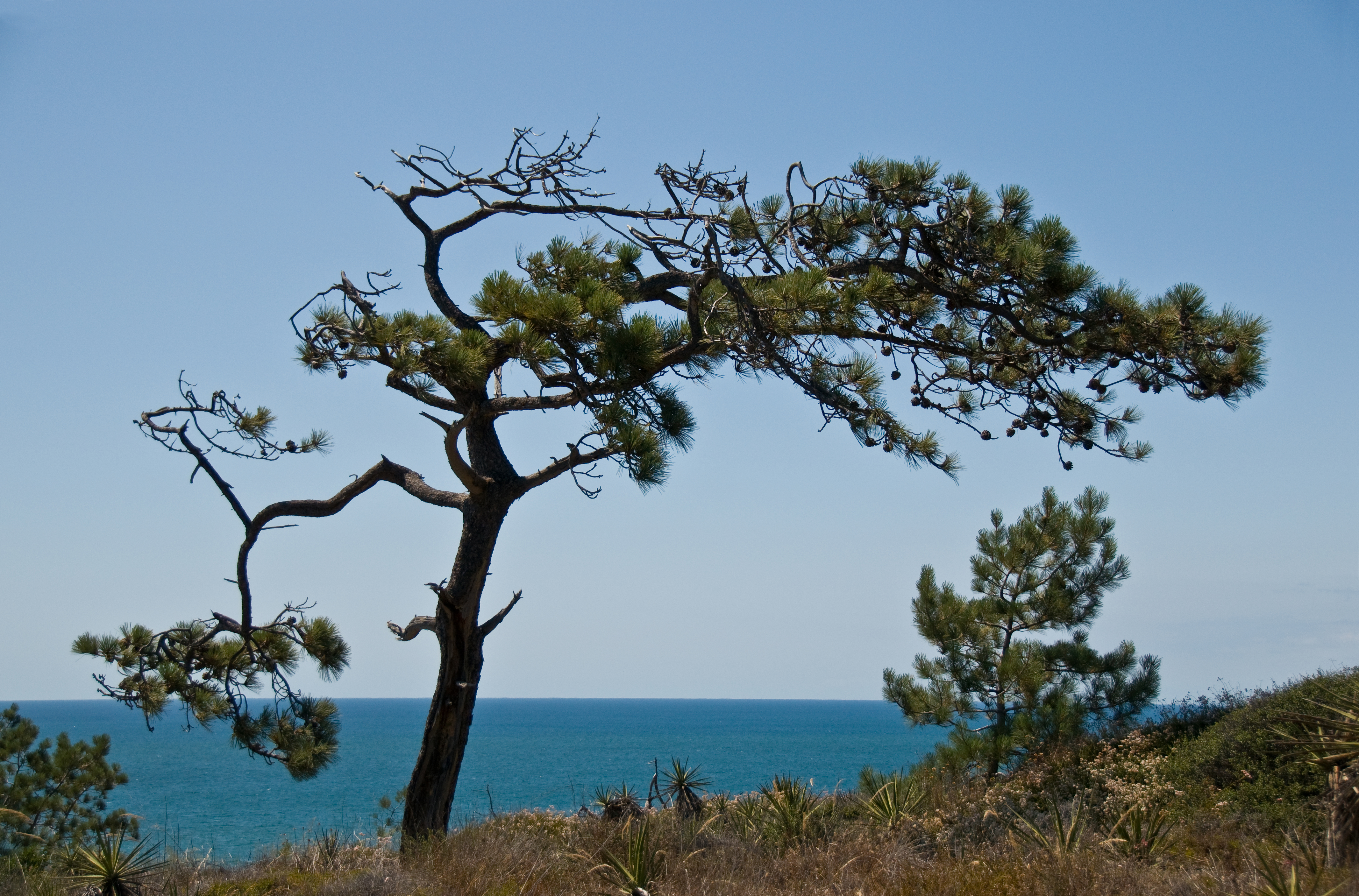
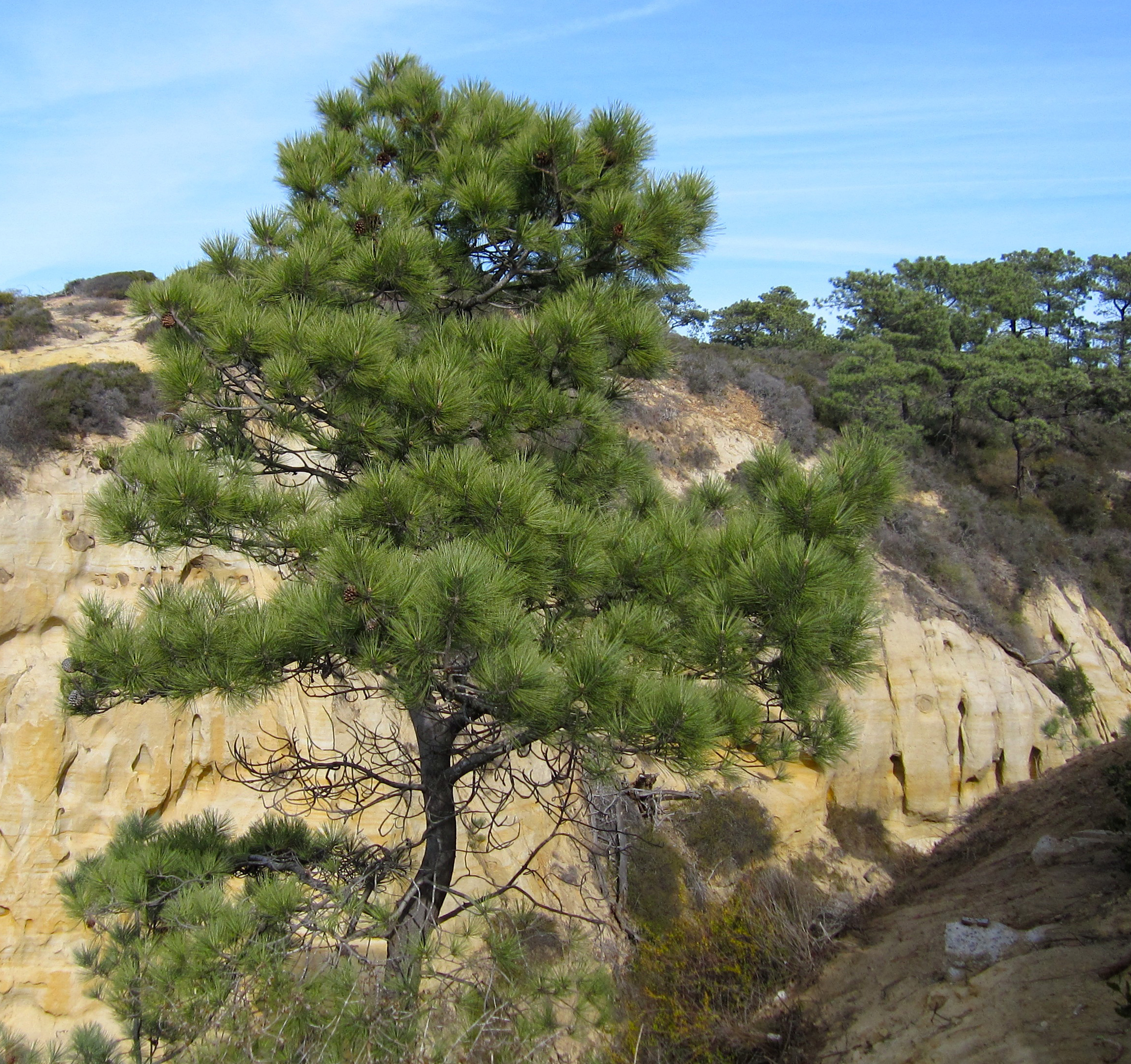
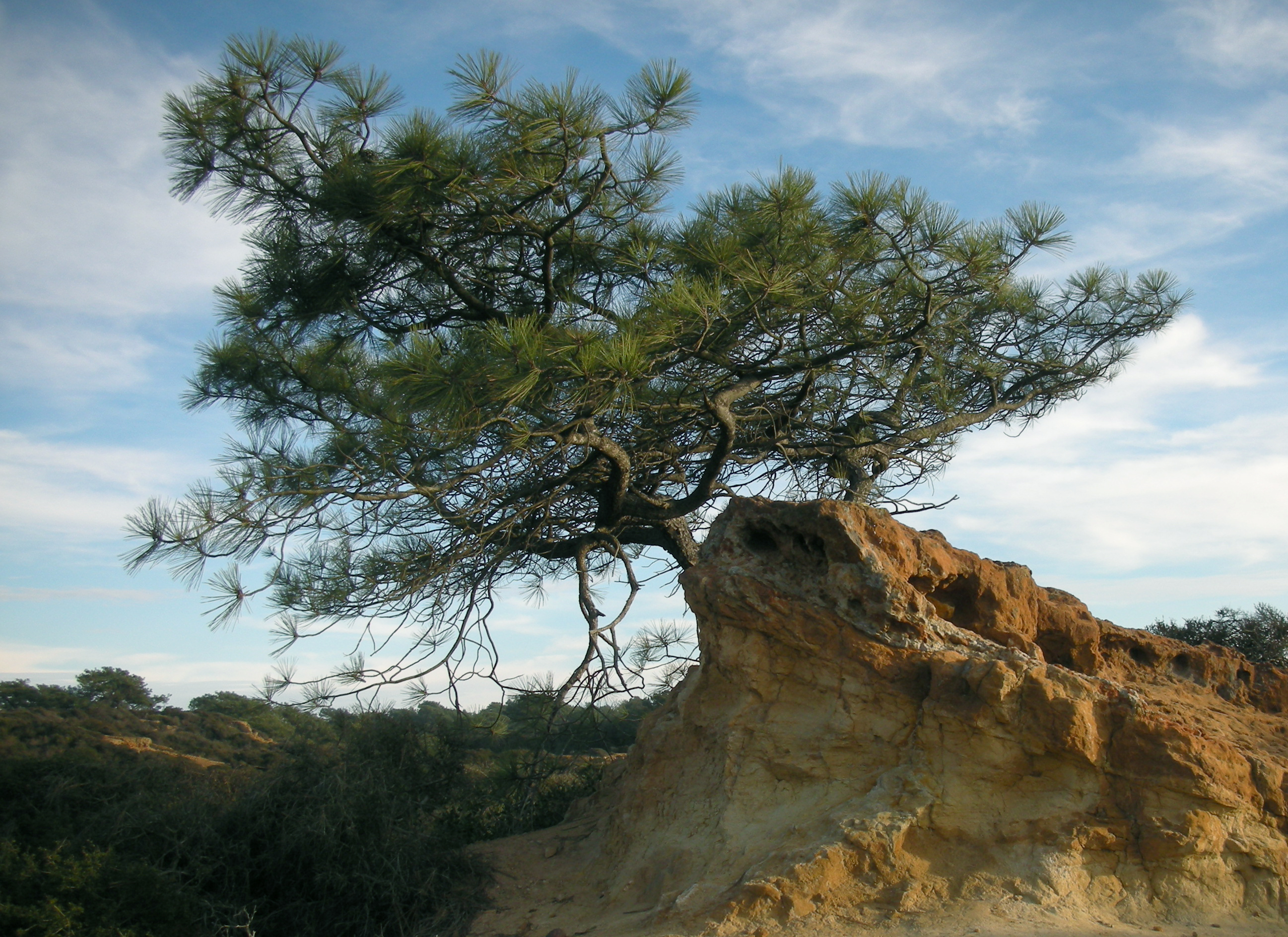